# Garde municipale de Paris (Empire)

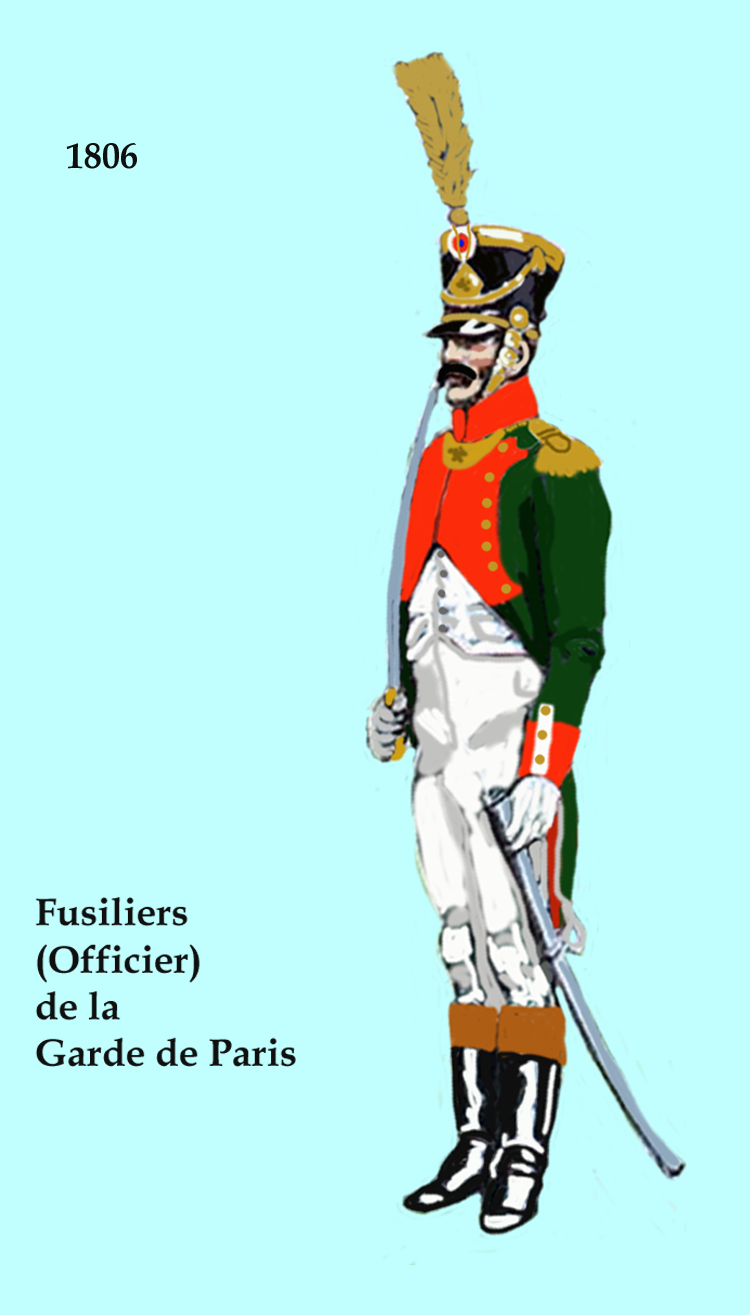
Officier des fusiliers du 1er régiment à 1806

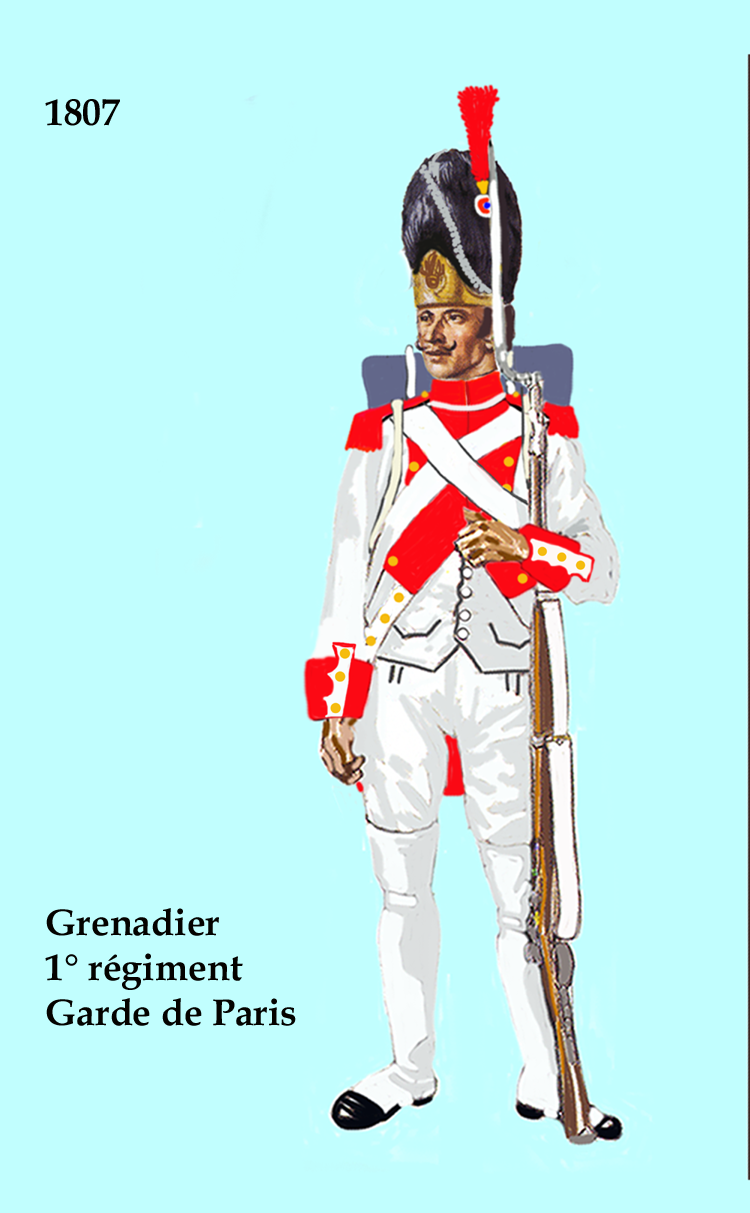
Grenadier du 1er regiment de 1807

La garde municipale de Paris est une unité chargée du maintien de l'ordre à Paris, créée par un décret du 12 vendémiaire an XI (4 octobre 1802) des consuls, dont Napoléon Bonaparte. Elle est dissoute après le coup d’État du général Malet, le 23 octobre 1812.

## Formation et uniforme

### Formation
Paris était doté d’une garde spécifique, chargée à la fois de la police et des missions d’escorte, et héritière du guet royal de Paris (comprenant les archers du guet), créé par Saint-Louis. Celui-ci devient la garde de Paris en 1750. Dès le 13 juillet 1789, celle-ci choisit de servir l’Assemblée nationale. Elle est dissoute en 1791, et Paris n’a plus de garde spécifique : la police y est désormais assurée par huit divisions de Gendarmerie (Gendarmerie nationale parisienne) jusqu’en 1793, puis par une légion de police jusqu’en 1796. Ensuite, les patrouilles et la garde des bâtiments publics sont assurées uniquement par la Garde nationale, formée de citoyens. Cependant, ceux-ci délaissaient de plus en plus leur service, en payant des remplaçants.
Napoléon Bonaparte, alors Premier consul, crée en 1802 la garde municipale de Paris. Elle est formée de deux demi-brigades (qui deviennent deux régiments en 1804). Elle est recrutée parmi les anciens militaires, comme la Gendarmerie nationale, âgés d’au moins 30 ans et de moins de 40, mesurant plus de 1,65 m, et sachant lire et écrire. Ils doivent avoir cinq campagnes à leur actif pour pouvoir porter candidature, s’engager pour au moins dix ans, et plus prosaïquement, être porteurs d'un congé signé par les autorités militaires.

### Organisation
Elle a des missions de police et de garde d’honneur : la première demi-brigade est chargée de la surveillance des entrées de Paris : ports (qui occupent alors toutes les berges) pour le premier bataillon et grandes barrières pour le second bataillon. La seconde demi-brigade est chargée de la surveillance des mairies, des préfectures et des prisons. La garde a aussi la charge des spectacles et des fêtes. Un régiment de dragons est chargé des patrouilles et des services d’honneur pour les maires, le préfet de police et le préfet de la Seine.
Les effectifs théoriques sont de 2 154 hommes dans l’infanterie, et de 180 cavaliers. De par son recrutement au sein des vétérans, elle appartient à l’armée. Elle est toutefois placée sous la responsabilité des autorités civiles :
- le préfet de la Seine préside le conseil d’administration ;
- les officiers sont nommés par le Premier consul, sur proposition du préfet de la Seine ;
- les inspections sont dévolues à trois maires de Paris nommés par le préfet de la Seine.

Cependant, s’étant montrée utile comme force d’appoint durant les campagnes de 1805 et de 1806, elle est placée par un décret du 18 mai 1806 sous l’autorité du ministère de la Guerre.

### Uniforme
Le 1er régiment d’infanterie de la garde municipale de Paris a pour uniforme un habit vert doublé de blanc, aux parements, revers, retroussis et collets rouges.
Le 2e régiment d’infanterie de la garde municipale de Paris a un uniforme semblable, aux couleurs inversées : un habit rouge doublé de blanc, aux parements, revers, retroussis et collets verts.
Les deux portent veste et culotte blanche, des guêtres noires et une coiffe aux couleurs de la compagnie.
Ces uniformes voyants leur valent le surnom de Perroquets. Les coupes sont identiques à celles de l’infanterie de ligne.
En 1806, les uniformes évoluent :
- un habit blanc, à parements, revers, retroussis et collets verts ;
- les grenadiers ont le bonnet à poil et les épaulettes rouges ;
- les chasseurs ont le bonnet à poil et les épaulettes vertes ;
- les voltigeurs ont le shako et les épaulettes chamois.

## Historique

### Unités
À sa création, la Garde municipale compte trois unités :
- la 1re demi-brigade d’infanterie de la Garde municipale de Paris, comprenant deux bataillons à cinq compagnies ;
- la 2e demi-brigade d’infanterie de la Garde municipale de Paris, à deux bataillons également ;
- le régiment de dragons à deux compagnies.

En 1803, la réforme de Napoléon qui transforme les demi-brigades en régiments s’applique aussi à la garde municipale de Paris, qui est formée du 1er régiment de la garde municipale de Paris et du 2e régiment de la garde municipale de Paris. De 1805 à 1812, la Garde municipale est mise à contribution et fournit soit un régiment de marche, soit des bataillons. Le 12 février 1812, les deux régiments d’infanterie n’en forment plus qu’un seul, formé de deux bataillons de six compagnies chacun (une de grenadiers, une de voltigeurs et quatre de fusiliers). Le régiment compte 2 044 hommes au total (46 officiers et 1 998 soldats et sous-officiers).
Le régiment d’infanterie comme l’escadron de dragons sont licenciés le 30 décembre 1812. Les dragons, qui n’ont pas participé au coup d’État, sont versés dans les lanciers rouges de la Garde impériale le 23 février 1813 ; le régiment d’infanterie devient le 134e régiment d’infanterie de ligne ; il participe à la campagne d'Allemagne au cours de laquelle il est anéanti.

### Campagnes et faits célèbres

#### 1805-1807
Composée de soldats aguerris, encore jeunes, et dans un contexte de guerres fréquentes, la garde municipale est fréquemment appelée à renforcer l’armée d’active. Dès 1805, elle est mise à contribution comme force d’appoint de la Grande Armée. D'octobre 1805 à février 1806, elle participe ainsi, par l’envoi de deux bataillons (le 1er de chaque régiment) et de son escadron de dragons, à l’occupation des Pays-Bas ; elle occupe ensuite sans combattre Anvers, Arnhem et Nimègue. Le mois d'octobre 1806 voit la formation d’un régiment de marche de 1 212 hommes, commandé par le colonel Rabbe. Il marche sur Kassel, puis Hambourg. En janvier 1807, il est au siège de Dantzig. Il mène la charge permettant l’occupation de l’île d’Holm, qui achève l’investissement de la ville. Il participe à la mise en échec d’une tentative de percée des Russes le 15 mai. Après la reddition du maréchal Kalkreuth et la prise de la ville, il est intégré au corps de réserve du maréchal Lannes, qui se retrouve en avant-garde à la bataille de Friedland. Le régiment est retranché à Posthenen, et empêche la progression des Russes, dix fois plus nombreux, pendant neuf heures. Cette bataille est son plus grand titre de gloire.

#### Guerre d'Espagne et dissolution du corps
En 1808, la garde municipale de Paris envoie deux bataillons au 2e corps d'observation de la Gironde, formés des légions de réserve, de Suisses et d’infanterie légère. Ces troupes, sous le commandement du général Dupont, entrent en Espagne en novembre. Les gardes parisiens prennent le pont d'Alcolea, qui ouvre la route de Cordoue, mais sont faits prisonniers à la bataille de Bailén, le 22 juillet. Ils se distinguent à Burgos en 1812.
Le 23 octobre de la même année, le général Malet tente un coup d’État. Il se présente à l’état-major de la garde municipale en annonçant la mort de Napoléon et avec un faux senatus-consulte, plaçant la garde sous ses ordres. Le colonel Soulier, par naïveté, obtempère. Le coup d’État est déjoué quelques heures plus tard, mais les sanctions sont dures pour la garde municipale de Paris : le colonel est fusillé avec les conspirateurs le 29 octobre, et le régiment d’infanterie est licencié le 30 décembre avant d'intègrer le 134e régiment d’infanterie de ligne, qui est décimé lors de la campagne d’Allemagne. Les dragons, qui ne sont pas impliqués, sont versés dans la Garde impériale.
La gendarmerie impériale de Paris est créée en 1813 avec des vétérans des légions de la Gendarmerie d'Espagne.